# Przełęcz pod Orłem
Przełęcz pod Orłem (słow. sedlo pod Orlom, 1060 m) – przełęcz w Grupie Wielkiej Raczy w Beskidzie Żywiecko-Kisuckim, między szczytami Małej Raczy (1153 m) i Orzeł (Orło, 1119 m). Grzbietem, na którym znajduje się przełęcz przebiega granica polsko-słowacka oraz Wielki Europejski Dział Wodny. W północno-wschodnim kierunku (na polską stronę) spływa spod przełęczy źródłowy ciek potoku Racza, w południowo-zachodnim (na słowacką stronę) Raztocký potok.
Przełęcz jest jednym ze stanowisk badawczych dzwonka piłkowanego. Dawniej zarówno na polskich, jak i słowackich stokach przełęczy znajdowała się polana, obecnie już zarastająca lasem.
Polskie stoki Przełęczy pod Orłem znajdują się w granicach miejscowości Rycerka Górna w województwie śląskim, w powiecie żywieckim, w gminie Rajcza. W regionalizacji fizycznogeograficznej Polski według Jerzego Kondrackiego Grupa Wielkiej Raczy zaliczana jest do Beskidu Żywieckiego, w nowszej polskiej regionalizacji z 2018 roku do Beskidu Żywiecko-Kisuckiego, na Słowacji do Beskidu Kisuckiego.

## Szlaki turystyczne
Zwardoń – Wielka Racza – Przełęcz pod Orłem – przełęcz Przegibek – Wielka Rycerzowa – Młada Hora – Rycerka Dolna stacja kol.
  Stará Bystrica – Kýčera – Przełęcz pod Orłem